# Micromelalopha silecta
Micromelalopha silecta är en fjärilsart som beskrevs av Alexander Schintlmeister. Micromelalopha silecta ingår i släktet Micromelalopha och familjen tandspinnare. Inga underarter finns listade i Catalogue of Life.